# Geometriai szerkesztések
A geometriai szerkesztés a geometriai feladatoknak az a típusa, amelyekben adott elemekből meghatározott feltételeknek eleget tevő további elemeket kell létrehozni.
Szűkebb értelemben a síkgeometriai szerkesztési feladatban pontok, egyenesek és körök lehetnek mind az adott, mind a megszerkesztendő alakzatok. A feladat feltételei pedig a metszés, illeszkedés, érintés mellett bizonyos metrikus tulajdonságokat (szög, szakasz, terület stb.) írhatnak elő. Ez a szigorúbb megfogalmazás nem zárja ki az említett elemekből összetett alakzatok (pl. sokszögek, körcikkek stb.) szerepeltetését. A térbeli szerkesztési feladatokat általában síkbeli feladatokra vezetjük vissza. Erre a technikára specializálódott az ábrázoló geometria.

## Szerkesztő eszközök
A tiszta geometriai megoldás az eredmény elvi megalkotását kívánja meg. A gyakorlati feladatoknál az eredmény anyagi reprezentációját is megkövetelhetik. (Egy alkatrésznek nem csupán a rajzára, de magára a munkadarabra is szükség van.) Éppen ezért a gyakorlat számára minden módszer megengedett: a cél szentesíti az eszközt. Az ókori görög matematikusok az elméleti feladatok megoldására is használtak többféle eszközt a körző és a vonalzó mellett. A kioszi Oinopidész tankönyvében (i. e. 450 k.) még bőven találunk ilyen szerkesztéseket.

### Platóni elmélet
Az i. e. 4. században a görög tudomány fő irányzatát adó Platón a geometriai szerkesztéseket csoportosítja a megoldáshoz felhasznált eszközök szerint:
- 1. A csak egyélű vonalzót és körzőt használó,
- 2. – ezen kívül valamilyen kúpszelet ívet használó,
- 3. – még valamilyen eszközt használó

szerkesztések. A rangsor a platóni ideák elméletének megfelelően az absztrakt és nemestől indul, a mechanikus és földinél végződik. (Megjegyzi még, hogy csak a körzőt tekinti „ideális” eszköznek.)

### Eukleidész és az Elemek
Platón után egy évszázaddal Eukleidész az Elemekben már teljesen mellőzi a körző és a vonalzó mellett más eszközök használatát. Ezért nevezzük ezeket a szerkesztéseket euklideszi szerkesztésnek. Noha Eukleidész munkája az i. e. 3. századot követően etalon volt egészen Bolyai és Lobacsevszkij fellépéséig, az ókori matematikusok még Eukleidész után is használtak meg nem engedett eszközöket utolsó mentségként.

## Nemeuklideszi szerkesztések

### Korlátozott eszköz használat és véges rajzfelület
Az elméleti feladatok klasszikus körzős-vonalzós megoldásánál feltesszük, hogy a vonalzó tetszőlegesen hosszú, s így bármilyen pontpár távolságát áthidalhatja. E feltétel nélkül nem lehetne igaz Eukleidész 1. posztulátuma: „…minden pontból minden pontba egyenes húzható”. Ugyanígy feltesszük, hogy a körző akármilyen nagyra és akármilyen kicsire kinyitható.
A szerkesztések elmélete foglalkozik azokkal a feladatokkal, amelyek véges vonalzóval, illetve minimális és maximális nyílású körzővel végezhetők el. Hasonlóan találkozhatunk olyan feladatokkal, amikor a rajzlapon kívülre esnek a szerkesztésnél felhasználandó elemek.

### Kevesebb eszköz
Az euklideszitől való eltérés másik útja az egyik eszköz mellőzése. Bebizonyították, hogy minden euklideszi szerkesztés elvégezhető
- csak körzővel. (Mohr–Mascheroni szerkesztés);
- csak vonalzóval, ha adott egy tetszőleges kör (Poncelet–Steiner szerkesztés).

Az első esetben egy egyenest két pontjával „szerkesztünk” meg, míg a második esetben egy kört három pontjával, vagy egy pontjával és a centrumával. A kapott alakzatok megrajzolása csupán láthatóvá teszi a végeredményt.

### Több eszköz
Még az euklideszi kritériumok közelében maradunk, ha megengedünk néhány összetett vonalzót a körzővel és vonalzóval is elvégezhető lépések egyszerűsítésére. Ilyen az L alakú derékszög-vonalzó, a kétféle háromszög-vonalzó és a rajztábla tartozéka a fejesvonalzó. Az ókori görög geométerek részben hasonló célú eszközökkel, részben a körzővel-vonalzóval megoldhatatlan feladatokra specializált eszközökkel is dolgoztak. Ilyen eszközök később is készültek:
- neuszisz vonalzó, a neuszisz szerkesztés elvégzésére. Eredete, feltalálója ismeretlen, i. e. 6. században már használták.
- konhoisz körző a neuszisz szerkesztéshez, Nikomédész (i. e. 240 k.) találmánya a konhoisz megrajzolására.
- ellipszis körzők egyike Leonardo da Vinci (1500 k.) konstrukciója.
- cisszoisz körzőt a Dioklész-féle cisszoisz rajzolására Newton (1700 k.) készített.
- kúpszelet körző W. Jörges készüléke. Bármilyen kúpszelet rajzolására alkalmas .

### Papírhajtogatás
A Japánban művészetként is művelt origami alkalmas sok (de nem minden) euklideszi, valamint néhány megoldhatatlan euklideszi feladat elvégzésére.

## Négy klasszikus probléma
Az ókori görög geometria az utókorra hagyta részben megoldatlanul az alábbi négy szerkesztési feladatot. Néhány esetben találtak olyan  nemeuklideszi megoldást, melyhez a körzőn és a vonalzón kívül más görbé(ke)t és/vagy eszköz(öke)t használtak. Az utódok csak sokára tudtak felelni a kihívásra, s kimutatták, hogy a keresett megoldások nem is léteznek. A négy megoldatlan – megoldhatatlan ókori szerkesztési feladat:

### A kocka kettőzése
Déloszi probléma, azaz olyan kocka élét kell megszerkeszteni, amelyik egy adott kocka térfogatának kétszerese. Legkorábban a khioszi Hippokratész (i. e. 430) foglalkozik vele, de gyökerei Babilonba nyúlnak vissza. (Általánosabban a kockát adott arányban kell megnövelni.)

### A szög harmadolása
Trisectio, azaz tetszőleges szög harmadrészének megszerkesztése. Először Arkhimédész (i. e. 250 k.) adott rá megoldást neuszisz szerkesztéssel. Később Papposz (i. sz. 320 k.) megsejtette, hogy a feladat megoldhatatlan, amit Wantzel (1836) bizonyított be. (Általánosításai: (1)- tetszőleges szög akárhány egyenlő részre osztása; (2)-tetszőleges szög adott arányban való felosztása.)

### A kör négyszögesítése
Adott sugarú körrel egyező területű négyzet oldalának megszerkesztése (vagy a kör kerületével megegyező szakasz szerkesztése, a körvonal kiegyenesítése). Arisztophanész a Madarak c. színművében (i. e. 414) tesz róla említést az egyik szereplő. A probléma algebrai megfelelője a Ludolph-féle szám, a {\displaystyle \pi } kiszámítása. A végleges megoldást Lindemann (1880) adta meg, bebizonyítva, hogy a {\displaystyle \pi } irracionális.

### A körosztás
Adott körbe írható tetszőleges oldalszámú szabályos sokszög szerkesztése. Eukleidésznél több szabályos sokszög szerkesztése szerepel (3, 4, 5, 6, 15), de a görögök nem tudták a szabályos 7-szöget megszerkeszteni. Gauss találta meg a 17-szög szerkesztését (1796), majd Wantzellel közösen mutatták meg, hogy melyek a körzővel-vonalzóval megszerkeszthető sokszögek: a 7-szög nem ilyen.